# Hugo Grothe
Albert Louis Hugo Grothe (* 15. August 1869 in Magdeburg; † 28. Dezember 1954 in Starnberg) war ein deutscher Kulturpolitiker, Wissenschaftler, Geograph und Orientalist. Er schrieb unter anderem Reiseberichte von Expeditionen in den Nahen Osten und nach Österreich-Ungarn.

## Herkunft
Seine Eltern waren der Bankdirektor Albert Louis Grothe († 1913) und dessen Ehefrau Bertha Oemler († 1913) aus Mansfeld.

## Leben und Wirken
Grothes Vater war beim Bau der Bagdadbahn tätig. Hugo Grothe studierte an sechs Universitäten. Er wurde zunächst in Rostock zum Dr. iur. promoviert; 1902 wurde er dann mit einer geographisch-volkskundlichen Arbeit zur Bagdadbahn 1902 in Würzburg zum Dr. phil. promoviert. Von 1896 bis 1912 unternahm er ausgiebig Reisen in die islamische Welt und schrieb darüber ein großes Expeditionswerk, das zu seinen Hauptwerken zählt. 1916 erfolgte zudem die Habilitation für Geographie an der TU Stuttgart.
Er gründete 1900 in München die Orientalische Gesellschaft und baute in Leipzig die Deutsche Kulturpolitische Gesellschaft sowie das Institut für Auslandskunde und Auslandsdeutschtum auf, letzteres eröffnete er im November 1918. Ende der 1920er Jahre und in der Zeit des Nationalsozialismus war er immer mehr mit der Erforschung und Unterstützung der deutschen Volksgruppen im Ausland befasst.

## Familie
Er heiratete 1923 Charlotte Wunderlich, eine Tochter des Buchdruckereibesitzers Hans Wunderlich aus Leipzig. Das Paar hatte einen Sohn.

## Werke (Auswahl)
- 1902: Die Bagdadbahn und das Schwäbische Bauernelement in Transkaukasien und Palästina (Doktorarbeit)
- 1903: Auf türkischer Erde. Reisebilder und Studien (Digitalisat)
- 1909: Geographische Charakterbilder aus der asiatischen Türkei und dem südlichen mesopotamisch-iranischen Randgebirge (Puscht-i-kuh). Eine Darstellung der Oberflächengestalt, Bevölkerung, Siedlung und Wirtschaft. Mit 176 Originalaufnahmen und drei Karten. (Verlag Karl W. Hiersemann, Leipzig)
- 1910: Wanderungen in Persien. Erlebtes und Erschautes
- 1911: Meine Vorderasien-Expedition von 1906 und 1907 (Band 1)
- 1912: Meine Vorderasien-Expedition von 1906 und 1907 (Band 2)
- 1913: Durch Albanien und Montenegro (Digitalisat)
- 1913: Die Asiatische Türkei und die Deutschen Interessen
- 1914: Deutschland, die Türkei und der Islam
- 1915: Die Türken und Ihre Gegner; Kriegsgeographische Betrachtungen
- 1916: Türkisch Asien und seine Wirtschaftswerte
- 1931: Die deutsche Sprachinsel Gottschee in Slowenien
- 1927: 700 Jahre deutschen Lebens in der Zips
- 1932: Die Deutschen in Übersee
- 1932: Kleines Handwörterbuch des Grenz- und Ausland-Deutschtums (München und Berlin: Oldenbourg).
- 1934: Das deutsche Volkstum der Slowakei in Vergangenheit und Gegenwart